# 九州学生バスケットボール連盟
九州大学バスケットボール連盟（きゅうしゅうだいがくバスケットボールれんめい）は、九州地区の8県に所在する大学バスケットボール部により構成された競技運営団体である。

## 主な大会

### リーグ戦
- 6部（女子4部）制で入れ替え戦あり。全日本大学バスケットボール選手権大会の予選も兼ねる。

## 参加校（2007年）

### 男子

#### 1部
- 東海大学九州
- 福岡教育大学
- 福岡大学
- 鹿屋体育大学
- 九州産業大学
- 九州国際大学

#### 2部
- 福岡経済大学
- 日本文理大学
- 九州共立大学
- 長崎大学
- 熊本大学
- 鹿児島大学

### 女子

#### 1部
- 鹿屋体育大学
- 福岡教育大学
- 福岡大学
- 西南女学院大学
- 久留米工業大学
- 九州共立大学

#### 2部
- 沖縄国際大学
- 熊本大学
- 熊本学園大学
- 福岡経済大学
- 福岡女学院大学
- 長崎大学